# Список законодательных собраний штатов США
Каждый штат в США имеет своё законодательное собрание. Законодательные собрания всех штатов, за исключением Небраски, являются двухпалатными.
По состоянию на январь 2017 года.
| Штат              | Название легислатуры      | Нижняя палата            | Нижняя палата         | Верхняя палата | Верхняя палата        |
| Штат              | Название легислатуры      | название                 | Срок работы (в годах) | название       | Срок работы (в годах) |
| ----------------- | ------------------------- | ------------------------ | --------------------- | -------------- | --------------------- |
| Айдахо            | Легислатура               | Палата представителей    | 2                     | Сенат          | 2                     |
| Айова             | Генеральная Ассамблея     | Палата представителей    | 2                     | Сенат          | 4                     |
| Алабама           | Легислатура               | Палата Представителей    | 4                     | Сенат          | 4                     |
| Аляска            | Легислатура               | Палата Представителей    | 2                     | Сенат          | 4                     |
| Аризона           | Законодательное собрание  | Палата представителей    | 2                     | Сенат          | 2                     |
| Арканзас          | Генеральная Ассамблея     | Палата представителей    | 2                     | Сенат          | 4                     |
| Вайоминг          | Легислатура               | Палата представителей    | 2                     | Сенат          | 4                     |
| Вашингтон         | Законодательное собрание  | Законодательное собрание | 2                     | Сенат штата    | 4                     |
| Вермонт           | Генеральная Ассамблея     | Палата представителей    | 2                     | Сенат          | 2                     |
| Виргиния          | Генеральная Ассамблея     | Палата делегатов         | 2                     | Сенат          | 4                     |
| Висконсин         | Легислатура               | Государственное собрание | 2                     | Сенат штата    | 4                     |
| Гавайи            | Легислатура               | Палата представителей    | 2                     | Сенат          | 4                     |
| Дэлавер           | Генеральная Ассамблея     | Палата представителей    | 2                     | Сенат          | 4                     |
| Джорджия          | Генеральная Ассамблея     | Палата представителей    | 2                     | Сенат штата    | 2                     |
| Западная Виргиния | Легислатура               | Палата делегатов         | 2                     | Сенат          | 4                     |
| Иллинойс          | Генеральная Ассамблея     | Палата представителей    | 2                     | Сенат          | 2 или 4               |
| Индиана           | Генеральная Ассамблея     | Палата представителей    | 2                     | Сенат          | 4                     |
| Калифорния        | Законодательное собрание  | Государственное собрание | 2                     | Сенат штата    | 4                     |
| Канзас            | Легислатура               | Палата представителей    | 2                     | Сенат          | 4                     |
| Кентукки          | Генеральная Ассамблея     | Палата представителей    | 2                     | Сенат          | 4                     |
| Колорадо          | Генеральная Ассамблея     | Палата представителей    | 2                     | Сенат          | 4                     |
| Коннектикут       | Генеральная Ассамблея     | Палата представителей    | 2                     | Сенат          | 2                     |
| Луизиана          | Законодательное собрание  | Палата представителей    | 4                     | Сенат штата    | 4                     |
| Массачусетс       | Генеральный совет         | Палата представителей    | 2                     | Сенат          | 2                     |
| Миннесота         | Легислатура               | Палата представителей    | 2                     | Сенат          | 2, 4, 4               |
| Миссисипи         | Легислатура               | Палата представителей    | 4                     | Сенат штата    | 4                     |
| Миссури (штат)    | Генеральная Ассамблея     | Палата представителей    | 2                     | Сенат          | 4                     |
| Мичиган           | Легислатура               | Палата представителей    | 2                     | Сенат          | 4                     |
| Монтана           | Легислатура               | Палата представителей    | 2                     | Сенат          | 4                     |
| Мэн (штат)        | Легислатура               | Палата представителей    | 2                     | Сенат          | 2                     |
| Мэриленд          | Генеральная Ассамблея     | Палата представителей    | 4                     | Сенат          | 4                     |
| Небраска          | Легислатура               |                          |                       | Легислатура    | 4                     |
| Невада            | Легислатура               | Ассамблея                | 2                     | Сенат          | 4                     |
| Нью-Гемпшир       | Генеральный совет         | Палата представителей    | 2                     | Сенат          | 2                     |
| Нью-Джерси        | Легислатура               | Генеральная Ассамблея    | 2                     | Сенат          | 2, 4, 4               |
| Нью-Йорк          | Легислатура               | Ассамблея штата          | 2                     | Сенат штата    | 2                     |
| Нью-Мексико       | Легислатура               | Палата Представителей    | 2                     | Сенат          | 4                     |
| Огайо             | Генеральная Ассамблея     | Палата представителей    | 2                     | Сенат          | 4                     |
| Оклахома          | Легислатура               | Палата представителей    | 2                     | Сенат          | 4                     |
| Орегон            | Законодательная ассамблея | Палата представителей    | 2                     | Сенат штата    | 4                     |
| Пенсильвания      | Генеральная Ассамблея     | Палата представителей    | 2                     | Сенат штата    | 4                     |
| Род-Айленд        | Генеральная Ассамблея     | Палата представителей    | 2                     | Сенат          | 2                     |
| Северная Дакота   | Законодательная Ассамблея | Палата представителей    | 4                     | Сенат          | 4                     |
| Северная Каролина | Генеральная Ассамблея     | Палата представителей    | 2                     | Сенат          | 2                     |
| Теннеси           | Генеральная Ассамблея     | Палата представителей    | 2                     | Сенат          | 4                     |
| Техас             | Легислатуры               | Палата представителей    | 2                     | Сенат          | 4                     |
| Флорида           | Легислатура               | Палата представителей    | 2                     | Сенат          | 4                     |
| Южная Каролина    | Генеральная Ассамблея     | Палата представителей    | 2                     | Сенат          | 4                     |
| Южная Дакота      | Легислатура               | Палата представителей    | 2                     | Сенат          | 2                     |
| Юта               | Законодательное собрание  | Палата представителей    | 2                     | Сенат          | 4                     |

Комментарии:

1. ↑  
Конституция штата Вашингтон называет его «Легислатурой штата Вашингтон», но легислатура сама себя называет «законодательным  собранием штата Вашингтон».
2. ↑  
Конституция Луизианы определяет законодательным органом легислатуру, состоящую из сената и палаты представителей, и называет его «легислатурой» по всему тексту, без официального обозначения срока для двух палат вместе. Однако оба органа используют термин «законодательное собрание штата Луизиана» в своих официальных текстах.
3. ↑  
В 1937 году Небраска преобразовала легислатуру в однопалатный законодательный орган, нижняя палата была упразднена. Все члены легислатуры в Небраске называются «сенаторами».
.
4. ↑  
Конституция Юты называет законодательный орган штата как «Легислатура штата Юта», но легислатура сама себя называет законодательным собранием штата Юта.